# 张静愚
張靜愚（1895年—1984年6月27日），原名張保，字精一，山東省高唐縣魚邱湖南街人。
張靜愚於英國利物浦大學機械系畢業後，返國初任廣州中國国民党中央党部秘书，旋调黄埔军校，任校长英文秘书。東征戰役擔任校軍教导团第二团党代表，歷任廣東航空局業務處處長、航空局局長、校軍教導團黨代表、國民革命軍航空處處長、國民政府軍政部航空署署長、中央陸軍軍官學校外國文總教官、空軍官校第一任校長、訓總監部政治訓練處處長、豫鄂皖三省邊區剿匪總司令部主任秘書、河南省建設廳廳長、行政院參議、財政部全國税務署署長、財政部川康禁煙督察處處長、財政部參事、經濟部政務次長、經濟部顧問、立法院立法委員、臺灣鋁業股份有限公司董事長、臺灣機械股份有限公司董事長等政府職務。

## 早年經歷
祖父張玉珍是當時高唐縣較開明的士紳，為人寬厚，德高望重，祖母勤儉持家，支撐家業，撫育三個孩子。10歲失怙，賴母仲太夫人教養成人，幼入基督格致學堂學習。
1903年，張靜愚入高唐縣立高等小學堂讀書。1910年(16歲)考入山東省立濟南農業學堂(今山東農業大學)，嗣赴北京，考入清華留美預備學堂。
一次大戰時，張靜愚在清華學堂應招赴歐，1920年負笈歐洲考入英國利物浦工學院機械工程科(今利物浦大學工程學院)機械工程科就讀就讀，以優異成績成為首批機械工程系華人畢業生。其間加入中國國民黨旅歐總支部，1922年被孫中山委派為中國國民黨利物浦支部負責人。

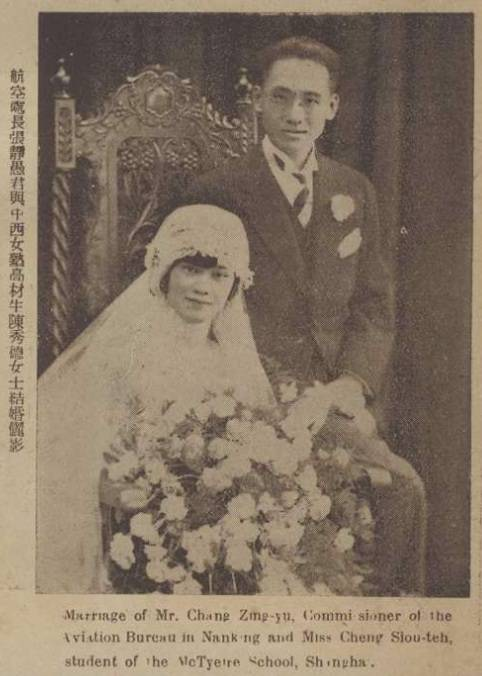
1928年9月23日航空處長張靜愚先生與中西女塾高材生陳秀德女士結婚儷影

1924年，結業回國，追隨孫中山，經邵元沖推薦旋調黃埔軍校，任中國國民黨中央黨部秘書。1924年6月黃埔軍校成立，先擔任教授部(主任王柏齡)英文秘書，是黃埔軍校第1期最早聘任的文官之一，後參與黃埔軍校校長蔣中正的英文秘書，隨侍校長等高級官員，蘇聯顧問團斡旋與涉外聯絡事務。
1924年8、9月間接到校長蔣中正手令，命張靜愚會同大元帥府一位副官長，乘江固砲船，攔截從香港開至廣州之挪威船，在白鵝潭巡視時，果見一艘挪威船，經一番登船與船長交涉，並查扣私運軍火捷克式長短槍五、六千枝及大批槍彈，這批軍械也是黃埔軍校取得之第一批軍械，並運用於日後東征使用。
1924年12月27日，被任命為由學生編成的教導團第二團黃埔軍校教導第2團（團長王柏齡）黨代表。1925年2月隨黨軍參加第一次東征(擔任黨代表)，3月參加棉湖戰役。隨軍返回廣州後，任廣東石井兵工廠黨代表。1925年7月，任廣東航空局業務處處長。
1926年3月，任廣州國民政府航空局局長。1926年7月北伐誓師，任國民革命軍總司令部航空處黨代表，並兼任海軍處黨代表，繼又代理航空處處長。1927年4月，國民政府定都南京，任國民革命軍總司令部航空處（處長黃秉衡）黨代表。1927年10月，繼任航空處處長，奉命派飛機隊討伐唐生智部。
1928年1月，任國民革命軍北伐軍航空隊司令，主持將徐州之飛機第1隊、第2隊組成航空大隊，以蔣逵為參謀長，參與魯南之役。1928年9月23日，與陳秀德女士結婚(廣東中山人)，同時，南京中央陸軍軍官學校成立航空隊，任隊長，為中央陸軍軍官學校開設航空班肇始，航空出身的厲汝燕任副隊長，同時被後人視為國民政府辦理航空開端。1928年11月，航空處改設置為軍政部航空署（署長熊斌兼），任副署長，主持管理署內業務，分設軍務、航政、機械、管理、教育、文書、醫務等科。
1929年4月，熊斌辭職，張靜愚繼任國民政府軍政部航空署代署長，同時兼任中國航空公司理事。1929年6月10日，南京中央陸軍軍官學校航空隊改為航空班，為首任班主任，開啟航空教育收歸中央化，其間出任杭州筧橋空軍軍官學校首任校長。1929年6月22日，任軍政部參事，仍兼航空班主任。1929年7月2日，改任為河南省政府（主席劉峙）委員，航空班主任由黃秉衡繼任。1929年8月10日，免軍政部參事職，9月1日免中國航空公司理事職。
1930年2月1日，張靜愚任南京中央陸軍軍官學校外文總教官，主持並指導南京中央陸軍軍官學校外文各語種教學與教材編纂。1931年4月29日，黃埔本校校史開始編纂，張靜愚被蔣介石任命為校史編纂委員會委員長（陳宇編著：華文出版社2014年5月《黃埔軍校年譜長編》第429頁記載。），組織人力編纂校史，任編纂委員會常務委員，該委員會辦公室設置于南京中央陸軍軍官學校主樓三樓。
1932年1月20日，繼周佛海任國民政府訓練總監部政治訓練處處長，為當時國民革命軍軍隊政治訓練工作最高主管。1932年6月1日，訓練總監部政治訓練處改組為軍事委員會政治訓練處，仍任處長。其間應劉峙邀請，出任豫鄂皖三省邊區剿匪總司令部主任秘書。
1932年7月10日，張靜愚任河南省政府（主席劉峙）委員兼省政府建設廳廳長，參與並主持完成開封、鄭州等城市電訊及水利工程，榮獲“大禹勳章”。繼而完成豫南公路網路、洛潼公路等，利於軍事與交通，貢獻較大。

## 中年經歷
1935年12月，河南省政府改組，仍任河南省政府（主席商震）委員，兼任省政府建設廳廳長。1936年7月，獲頒國民革命軍誓師十周年紀念勳章，當時軍職中將師長以上高階軍官才具授予資格，因此，他是獲得該項殊榮的少數幾名文官之一。
抗日戰爭爆發後，1938年2月，張靜愚免河南省政府委員兼建設廳廳長職。1938年4月，任國民政府財政部派駐川康兩省禁煙督察處處長。1939年9月，任四川省政府肅清私存煙土督辦公署（督辦王纘緒，會辦賀國光）第二處處長。
1940年12月10日，任國民政府財政部稅務署署長（劉紹唐主編：臺北傳記文學出版社有限公司1987年4月1日印行《民國人物小傳》第八輯第275頁記載、陳宇編著:華文出版社2014年5月《黃埔軍校年譜長編》第429頁記載。），其間與尹任先、胡宣明等合力創辦基督教聖光學校，致力培養英語教育人才。後奉派入重慶復興關中央訓練團受訓。
1945年5月20日，當選為中國國民黨第六屆候補中央執行委員。抗日戰爭勝利後，1946年10月，任制憲國民大會代表，參與制憲工作。1948年當選為行憲後國民政府第一屆立法院立法委員。

張靜愚為基督徒，与尹任先先生、胡宣明先生 （页面存档备份，存于） 等氏合力於重慶创办基督教圣光学校。

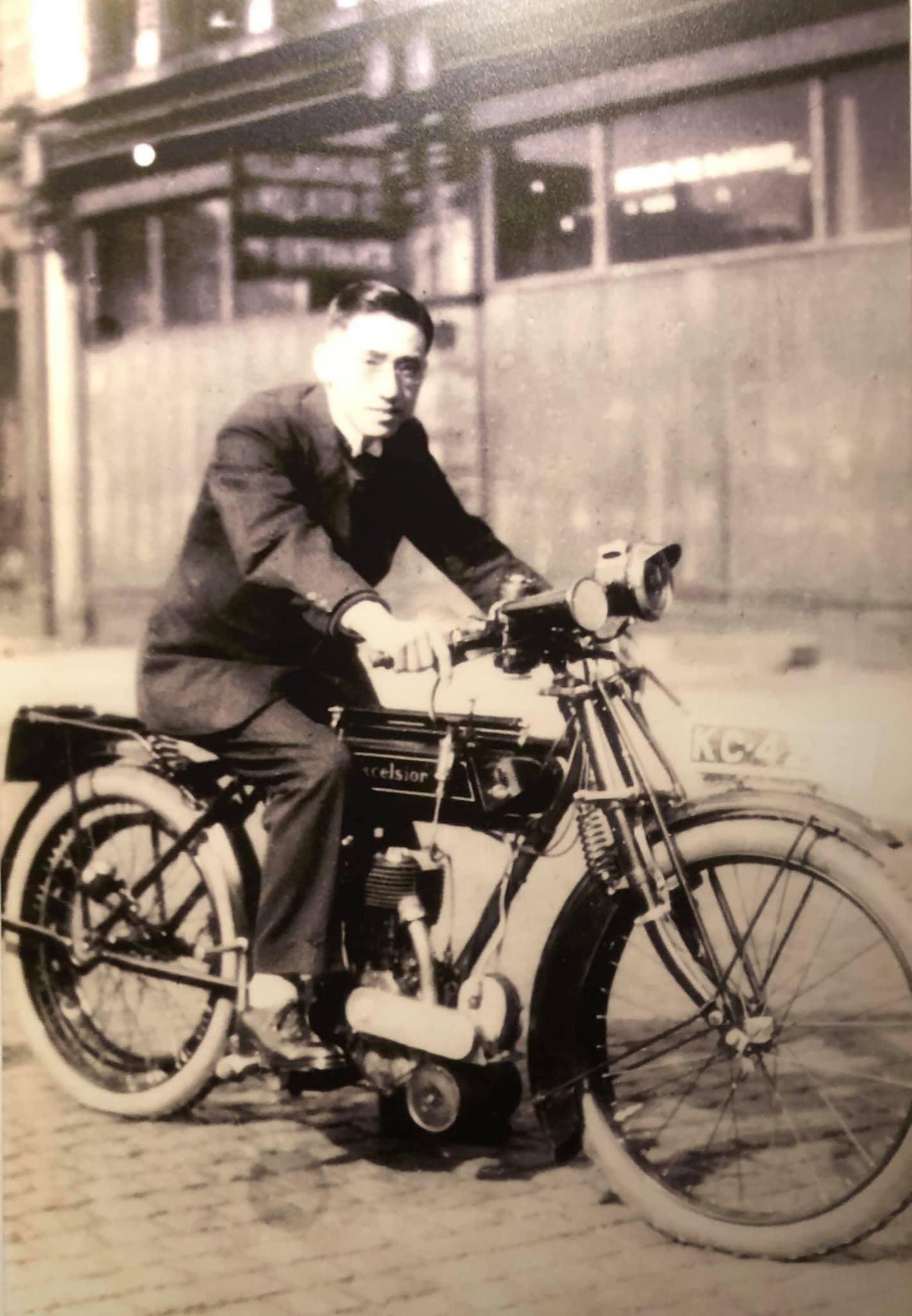
民國十年~十一年攝於英國利物浦

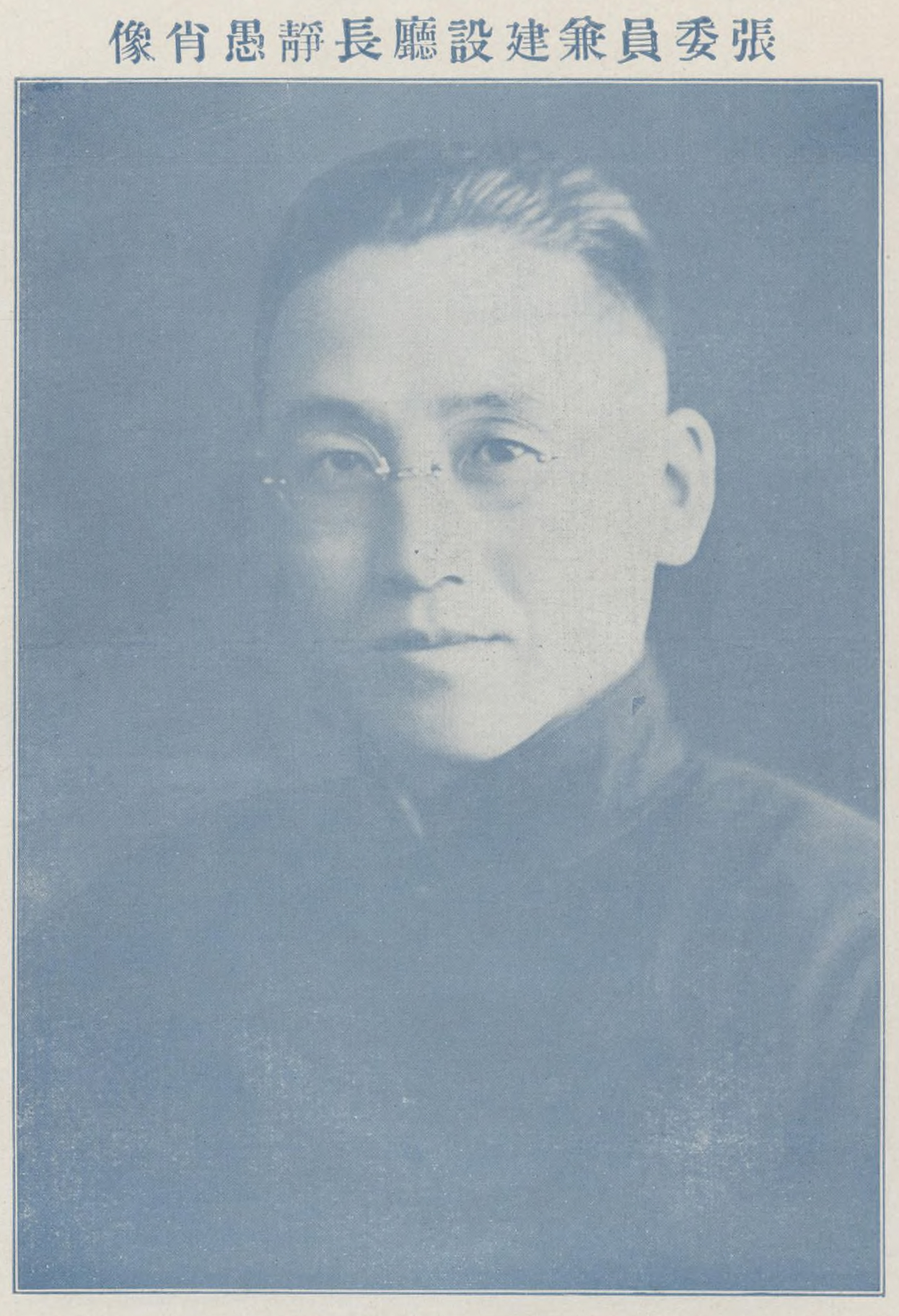
張委員兼建設廳長靜愚肖像

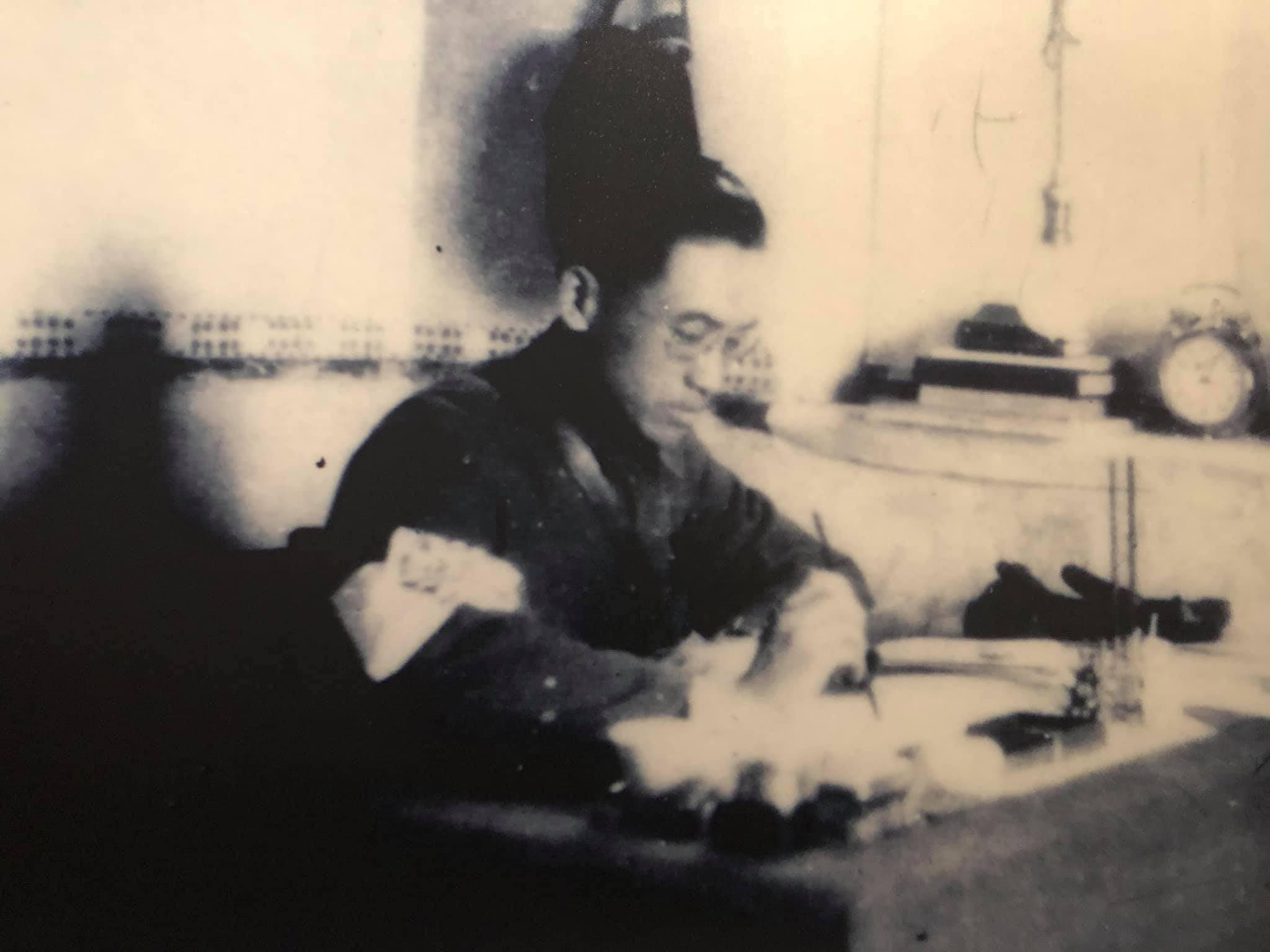
張靜愚先生於北伐途中航空司令部內留影

1949年，張靜愚到臺灣。1950年春，任經濟部政務次長。1953年春，會同中外熱心教育人士，在桃園縣中壢市籌備中原理工學院，培養工程人才。1954年6月，免政務次長職，旋任經濟部顧問，臺灣鋁業公司董事長，兼任中國國民黨生產事業黨部第三支部主任委員。

## 晚年經歷
1955年，張靜愚與賈嘉美牧師（Rev. James Graham）、鈕永建院長、郭克悌先生、陳維屏牧師、瞿荊洲總經理及桃園中壢地方士紳吳鴻森先生、前縣長徐崇德先生等成立中原理工學院（今日的中原大學） 1956年，主持中原理工學院招生開學，擴展為理、工、商三個學院。1956年，任中原理工學院董事長。
1956年9月，兼任東海大學董事長。後與韓時俊先生等成立國際基甸會中華民國分會。1962年，組織“基督教護教反共聯合會”並任首屆理事長。1966年，襄助張其昀所辦的中華學術院（今中國文化大學），設立基督教研究所並任首屆理事長。1967年，調任臺灣機械公司董事長。1971年退休，受聘任行政院顧問，曾先後七次代表臺灣出席日內瓦聯合國國際勞工大會。1980年，中原理工學院升格為中原大學，仍任董事長。
張靜愚畢生主張工業救國，熱心辦實業、興教育。他性格謙和，做事認真負責，有魄力，有經營管理才能。他思念家鄉，盼望兩岸統一。1984年3月，因中風入住三軍總醫院。1984年6月27日，因病在臺北逝世。張靜愚、陳秀德夫婦一生儉樸，癡心教育事業，每到一處都利用自己的聲望和影響積極辦學，先後在重慶、蘇州、臺灣等地辦學多處，為國家培養了大批棟樑之材。

## 後代子孫
後嗣致力法學理工，享譽國際造福鄉里。張靜愚和陳秀德夫婦（廣東中山人），共養育子女7人。長子張志華，畢業於臺灣大學法律系，留學加拿大，主修都市計畫，學成後任職加拿大政府，後因心臟病於1972年辭世。次子張新時留居內地獲選為中國科學院院士。是生態生物學領域著名科學家。三子張衛中，為電腦資訊管理專家。四子張光正，兩度出任中原大學校長，現任中原大學董事長。長女張建君，加拿大生化碩士，曾任職美國衛生總署研究員。二女張培士，從事特殊教育多年，嘉惠殘障無數。三女張惠平，從事防癌研究，現為美國喬治城大學醫學院教授，為國際知名學者。